# Pjotr Alexejewitsch Alexejew
Pjotr Alexejewitsch Alexejew (russisch Пётр Алексеевич Алексеев; * 1893 in Dochod, Gouvernement Twer, Russisches Kaiserreich; † 6. September 1937 in Leningrad) war ein sowjetischer Politiker der Kommunistischen Partei der Sowjetunion (KPdSU), der unter anderem von 1930 bis 1937 Mitglied der Zentralkomitees der Allunion Kommunistischen Partei (Bolschewiki) (WKP(B)) war.

## Leben
Pjotr Alexejewitsch Alexejew wurde 1914 Mitglied der Sozialdemokratischen Arbeiterpartei Russlands (Bolschewiki) und engagierte sich während der Oktoberrevolution im November 1917 in der Roten Garde in Petrograd. Danach war er von 1918 bis 1919 Exekutivsekretär des Parteikomitees der Kommunistischen Partei Russlands (Bolschewiki) (KPR(B)) des Rajon Wyborg und wurde 1919 Exekutivsekretär des Parteikomitees der KPR(B) des Rajon Wsewolosch. Nach einem darauf folgenden längeren Einsatz an der Südfront während des Russischen Bürgerkrieges wurde er 1924 erneut Exekutivsekretär des Parteikomitees der KPR(B) des Rajon Wyborg sowie später bis 1929 Erster Sekretär des damaligen Leningrader Rajon Moskau-Narva.
Auf dem XV. Parteitag der WKP (B) (2. bis 19. Dezember 1927) wurde Alexejew Kandidat des Zentralkomitees der Allunion Kommunistischen Partei (Bolschewiki) (WKP(B)). Er fungierte von 1929 bis 1937 als Vorsitzender des Leningrader Regionalrats der Gewerkschaften und wurde auf dem XVI. Parteitag der WKP (B) (25/26. Juni bis 13. Juli 1930) Mitglied des ZK der WKP(B). Zudem war er von 1930 bis 1937 Deputierter des Obersten Sowjets der UdSSR in der 16. und 17. Legislaturperiode. Er wurde durch Dekret des Plenums des Zentralkomitees der Unionskommunistischen Partei der Bolschewiki vom 23. bis 29. Juni 1937 aus der Mitgliedschaft des ZK der WKP(B) entfernt und am 29. Juni 1937 im Zuge der Stalinschen Säuberungen während des Großen Terrors verhaftet. Zwei Monate später wurde er nach einem Urteil des Militärtribunals des Obersten Gerichts der Sowjetunion am 6. September 1937 in Leningrad durch Erschießung hingerichtet.